# LIUBA
LIUBA, pseudonimo di Antonella Liuba Picini (Milano, 1º febbraio 1964), è un'artista italiana.
Lavora principalmente con la Performance art e la Video arte, attraverso la creazione di progetti performativi Site-specific di Arte relazionale e Arte partecipata, e di opere video/fotografiche/installative che elaborano, in modalità poetica e socio-antropologica, gli esiti delle azioni performative.

## Biografia
Nipote per parte di madre del poeta viserbese Elio Pagliarani, LIUBA deve il suo nome russo - secondo nome anagrafico e nome d'arte prescelto - a un soggiorno lavorativo all'estero dei suoi genitori.
Alla fine degli anni '80 LIUBA si trasferì da Milano a Bologna per poter frequentare il DAMS e l’Accademia di belle arti dove si laureò in Semiotica dell’Arte con il massimo dei voti nel 1989, assieme a Umberto Eco, Omar Calabrese e Paola Pallottino nel ruolo di correlatrice. Nel frattempo frequentava anche i corsi della Scuola Libera del Nudo all’Accademia di Belle Arti di Bologna e successivamente l’Accademia stessa, nel corso di pittura di Concetto Pozzati.
A Bologna LIUBA fu una delle protagoniste dell’esperienza di "Via Irnerio 53", casa occupata da artisti, dove condivideva un grande studio con altre sette persone.
Nel 2000 porta a termine il progetto Polypolis nell'ambito di Bologna Capitale Europea della Cultura e presenta la video-installazione alla Salara. Nel 2001 torna a Milano, dove conosce il direttore della galleria Placentia Arte Lino Baldini con cui nel 2003 comincia a esporre.
Nel 2005 si trasferì a New York per lavorare con la WeissPollack Gallery per la quale creo progetti site-specific e mostre negli Stati Uniti d'America, in Canada e in Regno Unito.
Dal 2013 LIUBA si trasferì a Berlino; qui si avvicinò alla causa delle persone rifugiate, recandosi spesso alla tendopoli di Oranienplatz (nel quartiere di Kreuzberg). Da questa esperienza nacque un progetto artistico incentrato sull’accoglienza: una performance che LIUBA presentò al Kreutzberg Pavillion di Berlino il 14 dicembre, durante la quale i rifugiati, insieme al pubblico presente, furono invitati all’interno della Galleria. Il progetto è stato ampliato con altre performance partecipative e con una mostra personale alla Fondazione Pino Pascali a Polignano a Mare nel 2019 (BA).
Dal 2016 LIUBA è tornata in Italia, dove vive tra Milano e Rimini con suo figlio Sole, nato nel 2019, continuando a lavorare ed esporre, spesso estendendo i suoi lavori in maniera partecipativa.

## Opere
LIUBA ha iniziato a lavorare con la performance nel 1992, con l’intento di far interagire più linguaggi attraverso il corpo e realizzando azioni multimediali. In questo periodo performance come Liberazione (1994), S-catenarsi (1994), Oltre il limite (1997) rappresentano una fase creativa centrata sulla denuncia degli schemi sociali e il tentativo di liberarsene.
Dal 1999 l’artista ha spostato l'attenzione verso performance calate in realtà quotidiane (da lei chiamate “urban interactive performances”) mescolandosi tra la folla. Così, anche i luoghi, le persone e le loro reazioni diventano parte integrante del suo lavoro. Da questo momento comincia l’uso del video come opera e momento di sintesi fra la performance live a sorpresa, le reazioni delle persone, e la realtà socio-antropologica del territorio. 
Dal secondo decennio del 2000 la sua attenzione si rivolge maggiormente a progetti partecipativi e collettivi, sempre site specific, con l’intento di creare situazioni in cui il pubblico non è più spettatore passivo, ma un soggetto che sperimenta direttamente con il proprio corpo il farsi dell’opera.
Opere quali Rimini Rimini (2003), Il cieco di Gerico (2003), Virus (2004), la serie The Slowly Project (2004-2011), Side by Side (2005-2010), indagano i meccanismi e le costrizioni della società contemporanea e del mondo dell’arte.
The Slowly Project (2002- ongoing) è una performance dedicata alla frenesia e velocità della vita moderna; per questo lavoro LIUBA realizza una serie di azioni nelle strade di Milano, New York, Modena e Basilea, nelle quali si muove al rallenty mentre svolge azioni quotidiane, camminando così lentamente da causare sorpresa, disturbo e ilarità tra i cittadini che la incontrano.
Virus (2004) è una performance incentrata sul mercato dell’arte, in cui l’artista partecipa all’inaugurazione di Arte Fiera a Bologna vestita di bollini rossi, convenzionalmente apposti vicino a un’opera per segnalarne la vendita e, staccandoli dal suo corpo, li attacca sotto i lavori esposti. L’azione, che puntava a destabilizzare le convenzioni del “sistema-fiera”, genera confusione su quanto fosse realmente venduto. La stessa performance, messa in atto al Sofa Fair di New York (Virus New York, 2005) ha avuto esiti completamente diversi rispetto al precedente bolognese: la performance è stata interrotta e LIUBA espulsa dalla Fiera. Nella mostra personale da WeissPollack Gallery a New York, intitolata Chelsea Sabotage, era esposta, fra le altre opere, la doppia videoinstallazione con i video nati dalle performance di Bologna e di New York.
The Finger and the Moon Project è una serie incentrata sulla spiritualità, sul sincretismo religioso, la tolleranza tra fedi diverse. In The Finger and the Moon Project #1 e #2 (2007-2010) LIUBA percorre rispettivamente i Padiglioni della Biennale di Venezia e Piazza San Pietro nella Città del Vaticano, indossando una tunica realizzata ad hoc simile a quello di una suora, ma con dettagli tratti dalla simbologia di diversi credi, e meditando con le preghiere delle principali religioni mondiali. In The Finger and the Moon Project #3 (2012-2024) l’artista invita esponenti di diverse fedi religiose nella chiesa sconsacrata del Museo di S. Agostino a Genova, creando una performance corale e collettiva con preghiere simultanee di diverse fedi. Le due opere video scaturite dalla performance genovese sono state esposte in prima mondiale al Museo d'Arte Contemporanea di Villa Croce a Genova nel dicembre 2024.
4'33" Chorus Loop è, invece, una performance collettiva sul silenzio tenuta al Flash Art Eventi di Milano 2013/Tiresia Marittima, 2017, che declina in maniera performativa e collettiva il famoso pezzo di John Cage 4'33".
Partecipativi sono pure i lavori dedicati alla tematica dei rifugiati realizzati a Berlino con la partecipazione dei rifugiati stessi, come Refugees Welcome (2013-2016), YOU’RE OUT (2014-2016), e la performance With no time (2016). Questi progetti sono stati ripresi ed elaborati per la mostra personale You're welcome (2019) al Museo Fondazione Pino Pascali a Polignano a Mare (BA), con nuove performance partecipative con persone rifugiate presenti nei centri di accoglienza pugliesi.
Nel maggio 2019, al quinto mese di gravidanza all'Opening della Biennale di Venezia realizza la performance This is the Best Artwork, diventata, poi, un video e un omonimo libro fotografico pubblicato da Campanotto Editore nel 2023. Nell’opera LIUBA mostra se stessa con un abito che le lascia scoperto il ventre, dichiarando la volontà di affermare la priorità della vita sull'arte.

## Videografia
- The Finger and the Moon #3.1, Pre-Performance, 2012-2024, Italy, colors, 16'33"
- The Finger and the Moon #3.2, Performance, 2012-2024, Italy, colors, 13'31"
- THIS IS THE BEST ARTWORK, 2019-2022, Italy, colors, 3’45”, ed. 3+2ap
- Quarantine Trilogy, 2020, Italy, colours, 13’40”, ed. 3 + 2ap
- Untitled, 2010-2020, Italy, colours, 7’30”, ed. 3+2 ap, Video HD, PAL
- The Finger and the Moon #6, 2018, Italy-France, colours 14’52”, ed. 3+ 2ap, Video HD, PAL
- Tiresia Marittima, 2018, Italy, colours, 10’10”, ed. 7+2ap, Video HD, PAL
- YOU’RE OUT, 2014-2016, Germany, colours, 12’54”, unlimited editon/collectors special edition 3+2ap, Video HD, PAL
- Refugees welcome, 2013-2016, Germany, colours, 17’05”, unlimited editon/collectors special edition 3+2ap, Video HD, PAL
- Senza Parole (With No Words), 2011, Italy, colours, 7’30”, ed. 3+ 2ap Master: minidv, PAL
- The Slowly Project: Take your time – New York, 2005 - 2011, Usa, colours, 19’36”, ed. 5 + 2ap
- Side by Side, part one, 2005 - 2010, Italy,colours 7’18” three channel videoinstallation, ed. 3+ 2ap
- The Finger and the Moon #2, 2009-10, Italy,colours 12’38” two channel video, ed. 3+ 2ap, HD, PAL
- The Slowly Project: Art is long, Time is short, 2004-2009, Switzerland-Italy, colours, 14’45”
- The Slowly Project: Take your time – Modena, 2007 - 2008, Italy, colours, 11’01”, ed. 5 + 2ap,
- The Finger and the Moon #1, 2007-2008, Italy, colours 11’43” two channel video, ed. 3+ 2ap, HD, PAL
- Les Amantes, 2006, Italy-France, colours, 6’33”, ed. 7 + 2ap, Master: minidv, PAL
- Paris backstage, 2006, Italy-France, colours, 37’50” videoinstallation with Les Amantes
- I love to see the Armory, 2006, Usa, colours, 12’21”, ed. 3 + 2ap, Master: minidv, NTSC
- Virus New York, 2005, Italy-Usa, colours, 14’50”, ed. 3 + 2ap, Master: minidv, PAL
- Sold Out, 2005, Italy, colours, 6’48”, ed. 100 + 1ap, Master: minidv, PAL
- Liuba Redux, 2005, Italy, colours, 35’25”, ed. 1000
- Passaggio,     2001-2005, Italy, colours, 5’23” video-performance, Master: minidv, PAL
- Virus, 2004, Italy, colours, 11’54”, ed. 3 + 2ap, Master: minidv, PAL
- Virus-tableaux vivant, 2004, Italy, colours, 3’33”, ed. 7 + 2ap, Master: minidv, PAL
- AlphaOmega 2004, colours, 9’18 video from the performance, ed. 7 + 2ap, Master: minidv
- AlphaOmega - Guard, 2002-2004, colours, 3’13” loop, video for the videoinstallation and performance,
- Ragna telone, Italy, 2004, colours, 14’05”, ed. 7 + 2ap, Master: minidv, PAL
- Il cieco di Gerico (The Blind Man of Jericho), Italy, 2003, colours, 11’42”, ed. 3 + 2ap, Master: minidv, PAL
- Rimini Rimini, 2003, Italy, colours, 3’56”, ed. 3 + 2ap, Master: minidv, PAL
- Polypolis Frankfurt, 2002, Italy, colours, 7'50", ed. 3 + 2ap, Master: minidv, PAL
- Polypolis Brussels, 2000, Italy, colours, 5'33, ed. 3 + 2ap, Master: minidv, PAL
- Polypolis Bologna, 2000, Italy, colours, 13'10 ed 3 + 2ap, Master:     minidv, PAL
- Polypolis Avignon, 2000, Italy, colours, 9'30 ed 3 + 2ap, Master: minidv, PAL
- Polypolis Prague, 2000, Italy, colours, 13'00 ed 3 + 2ap, Master: minidv, PAL
- Via d'uscita (Way Out), 2000, Italy, colours, 13'00 ed. 3 + 2ap, Master: minidv, PAL
- Performances, 1994-2000, Italy, 2000, colours, 18'15 (video-catalogue); Master: S-VHS
- Le mummie vincenti (The winning Mummies), 1999, Italy, colours, 8'55 ed. 1+ 1ap, Master:S-VHS

## Mostre personali e performance
- 2024 Museo d’Arte Contemporanea di Villa Croce, The Finger and the Moon #3.1 e #3.2, videoscreening, Genova (I)
- 2023 Zanzara Contemporary Art, solo show, Ferrara (I)
- 2022 Performa24: Virus and Peacedots, participative performance, Milan (I)
- 2022 Rimini City Center, Rimini Abbraccia, participative performance,     Rimini (I)
- 2020 Corpi sul Palco, Quarantine Trilogy, performance in diretta web, a cura di Andrea Contin, (I)
- 2019 Fondazione Pascali, solo show and participative performances, Polignano a Mare, BA,     (I)
- 2018 Galerie Pascal Vanhoecke,     solo show and video screening, Paris (F)
- 2018 Art Paris, The Finger and the Moon #6, performance, Grand Palais, Paris (F)
- 2018 Chippendale Studio, solo show and videoscreening, Milan (I)
- 2017 Galleria Marconi, Guardando oltre, solo show and participative performance, Cupra Marittima (I)
- 2016 Arte Fiera, With No Time, participative performance, Bologna
- 2015 12th International Performance Art Festival, With No Time, participative performance, Monza (I)
- 2015 Centrale Fotografia, In Italia, The Slowly Project, curated by Luca Panaro, Fano (I)
- 2015       Arte Fiera Bologna, Questa non è una performance, Bologna (I)
- 2014       Oranienplatz, YOU’RE OUT, collective performance, Berlin (I)
- 2014   Kreuzberg pavillion, Refugees Welcome, site specific and collective performance Berlino (D)
- 2013   Kreuzberg Pavillon, Refugees Welcome, site specific and collective performance, Berlino (D)
- 2013   Flash Art Event,     solo show and collective performance, Milan (I)
- 2012       Chiesa sconsacrata del Museo S.Agostino, The Finger and the Moon     #3, performance collettiva, Genova (I)
- 2012   Grace Exhibition Space, The Food Project. Performance #1, performance,     Brooklyn (US)
- 2012   Corpi Scomodi, The Slowly Project. Group Performance #1, group performance +workshop, Cantu (CO)
- 2011   YES FOUNDATION STICHTING JA, Skype performance live, TheDen Bosch, (NL)
- 2011       54 Venice Biennial, Senza parole, performance, Venice (I)
- 2011   Art Basel Miami Beach, The invisible web of the art system, Miami (US)
- 2011       Hunger International Performance Festival, BLO Atelier, Berlin (D)
- 2011   Performance Festival, Bremer Kunstfrühling, Jericho in Bremen, Bremen     (D)
- 2011   NABA, 100 di 50 performance, a cura di M. Scotini e G. Di Pietrantonio, The invisible web of the italian art system, Milan (I)
- 2011   Site Fest ‘11,     Unreal Exit, The Food Project, performance, Grace Exhibition Space, Brooklyn, NewYork (US)
- 2011       5ª Giornata Mondiale della Lentezza, The Slowly Project. Take your Time. New York, New York (US)
- 2010       Artefiera, Artist for sale, performance, Bologna (I)
- 2010       Artissima, Untitled2010, performance,Turin (I)
- 2010       Spazio Thetis, performance, Venezia (I)
- 2009       Piazza S. Pietro, Città del Vaticano, The Finger and the Moon #2 performance e live streaming su internet
- 2009       Betta Frigieri Arte Contemporanea, The Finger and the Moon Project,     solo show, a cura di Luca Panaro, Modena (I))
- 2009   Séquence, The Finger and the Moon #2, video show, Chicoutimi, Québec (CA)
- 2009   Galerie Pascal Vanhoecke, The Finger and the Moon #2, video show, Paris (F)
- 2007       PAC Padiglione d’arte contemporanea, Intersecazioni,     performance, Milan (I)
- 2007   52 Venice Biennal, The Finger and the Moon #1, performance, Venice (I)
- 2007       City center The Slowly Project.Take your time, performance, a cura di  Comune di Modena, Assessorato all’Ambiente, Modena (I)
- 2006       WeissPollack Galleries, Chelsea Sabotage, solo show, a cura di Irina Zucca Alessandrelli, New York (US)
- 2006   The Armory Show, I love to see the Armory, performance, New York (US)
- 2005       Spazio Ilop, Liuba Redux, solo show/videoscreening, Milan (I)
- 2005   City center The Slowly Project.Take your time. New York, performance, NYC (US)
- 2005       Galerie Parisud, Les Amantes, performance, Paris (F)
- 2005   51 Venice Biennal, Side by side, performance, Venice (I)
- 2004   Art Basel, Art is long, Time is short, performance, Basel (CH)
- 2004   Villa Manin,     Every-Body, performance, Codroipo (I),
- 2004   Milan Flash Art Fair, Virus tableaux vivant, videoinstallation and performance, Hotel Una Tocq, Milan (I)
- 2004       Artefiera, Virus, performance, Bologna (I)
- 2003       Placentia Arte, Il cieco di Gerico, solo show, Piacenza (I)
- 2003       Galleria Alidoro, Polypolis, solo show, Pesaro (I)
- 2003       50 Venice Biennial, Il cieco di Gerico, performance,Venice (I)
- 2002       Fine Arts Academy, AlphaOmega, performance, a cura di Barbara Ceciliato, Bologna (I)
- 2002       Expo c/o Villa Serena, AlphaOmega, performance and video,     Bologna (I)
- 2001       Salara, Polypolis, solo show videoinstallation and performance, Bologna (I)
- 2001       Palazzo Marini, solo show, Rosignano Marittimo (I)
- 2000   City Center, Polypolis,     performances in the European Cultural Capitals 2000 and streaming internet, Brussels (B), Avignon (F), Prague (CK), Bologna (I)
- 2000       Artissima Art Fair, S-catenarsi, performance, Torino (I)
- 2000       Fiorile Arte, Via d’uscita, solo show, Bologna (I)
- 2000       Zoom c/o Villa Serena, Le Mummie Vincenti, solo show, a cura di Roberto Vitali, Bologna (I)
- 1999       Galleria Avida Dollars, solo show, Milan (I)
- 1999       C.R.T. Teatro dell’Arte, in PoetAzione, Una mummia per la città,     performance, Milano
- 1998 First Performance International Festival, performance, Viadana (I)
- 1997 Il campo delle fragole, show and performance, Bologna (I)
- 1996       Teatro Dehon, Blossom, solo show and performance, Bologna (I)
- 1996   Teatro Out/Off, Blossom, solo show and performance, Milan (I)
- 1995       Centro città, Installazione pubblica, Asti (I)
- 1995       Perfomedia, Ponte Nossa (BG) (I)
- 1994       Portico di S.Luca, Liberazione, performance, Bologna
- 1993       Centro d’Arte Masaorita, La Margherita dai petali colorati,     performance, Bologna
- 1993       Villa delle Rose, Installazione nel Parco Pubblico, Bologna (I)

## Pubblicazioni
- 2024 LIUBA, The Finger and the Moon #3.1 e The Finger and the Moon #3.2, 2 video su USB serigrafata, ed. 48+2, 2012-2024
- 2023 LIUBA, THIS IS THE BEST ARTWORK, Campanotto editore
- 2017 LIUBA, LIUBA PERFORMANCE OBJECTS, libro d'artista, ed. 200 copie, casa editrice Quinlan
- 2016 LIUBA, REFUGEES VIDEOS:  brochure con poster e HSB key con 2 opere video di LIUBA, ed. Image Movement (Berlin)
- 2000 LIUBA, catalogo artistico
- 1996-1997 LIUBA, Articoli di approccio all’arte per adolescenti per la casa editrice “Eli”, periodico Tuttinsieme
- 1994-1999 LIUBA, Articoli sull’arte per la rivista culturale “Harta” di Milano, diretta da Luigi Bianco
- 1994 La margherita dai petali colorati, testo e disegni di LIUBA, casa editrice Greco & Greco (Milano)
- 1993 Le avventure di Zucchero, testo e disegni di LIUBA, casa editrice Greco & Greco (Milano)
- 1992 Zucchero e le fragole, testo e disegni di LIUBA, casa editrice Greco & Greco (Milano)
- 1991 LIUBA, Analisi della fiaba, in “Semio-News”, periodico d’informazione di ricerca semiotica
- 1990 LIUBA, Il percorso della narrazione, in “Linea Grafica”